# Heinrich Tegtmeyer
Heinrich Dietrich Daniel Tegtmeyer (* 25. Februar 1812 in Holzhausen; † 13. Dezember 1875 ebenda) war ein deutscher Vollmeier und Politiker.
Heinrich Tegtmeyer war der Sohn des Halbmeiers Georg Tegtmeyer (1780–1833) und dessen Ehefrau Wilhelmine geborene Kohlbrey (1781–1864). Er heiratete am 13. Januar 1839 in erster Ehe in Holzhausen Friederike Dorothea Louise Zurmühlen (1813–1860). Am 13. Januar 1861 heiratete er in zweiter Ehe in Holzhausen Caroline Dorothea Louise Hundertmark (1832–1864). Die dritte Ehe schloss er am 13. November 1865 mit Wilhelmine Melusie Hanne Hundertmark (1835–1926), einer Schwester der zweiten Ehefrau. Tegtmeier war Vollmeier in Holzhausen.
1854 bis 1859 war er Abgeordneter im Spezial-Landtag für das Fürstentum Pyrmont.